# Gyeran-jjim
Gyeran-jjim (tiếng Hàn: 계란찜) hay Dalgyal-jjim (tiếng Hàn: 달걀찜) là một loại jjim (món hấp) ở bán đảo Triều Tiên. Đây là món banchan (món ăn kèm), thường được nêm với saeu-jeot (tôm muối) hoặc myeongnan-jeot (trứng cá minh thái muối), phủ hành lá và hạt vừng nướng lên trên.